# Batalla de Nimega
La Batalla de Nimega o Liberación de Nimega tuvo lugar en los Países Bajos del 17 al 20 de septiembre de 1944, como parte de la Operación Market Garden durante la Segunda Guerra Mundial.
El objetivo principal de los Aliados era capturar los dos puentes sobre el río Waal en Nimega - la ruta de la carretera sobre el Waalbrug (Puente Waal) y el puente ferroviario de Nimega - y relevar a la 1ª División Aerotransportada británica y a la 1.ª Brigada Independiente de Paracaidistas polacos en Arnhem, 10 millas (16 km) al norte de Nimega. Las unidades de infantería aliadas en Arnhem fueron rodeadas por las fuerzas de la alemana, y se vieron envueltas en la en fuertes combates por el control de los puentes sobre el Rin.
Los retrasos causados por los refuerzos alemanes organizados apresuradamente en Nimega llevaron finalmente al fracaso de la Operación Market Garden. Los aliados tardaron más de lo previsto en asegurar una ruta terrestre hacia Arnhem, donde las fuerzas británicas y polacas se vieron obligadas a ir al sur del Rin y sufrieron bajas masivas. Además, los combates en Nimega costaron cientos de vidas civiles y causaron importantes daños en muchos edificios de la ciudad.

## Antecedentes

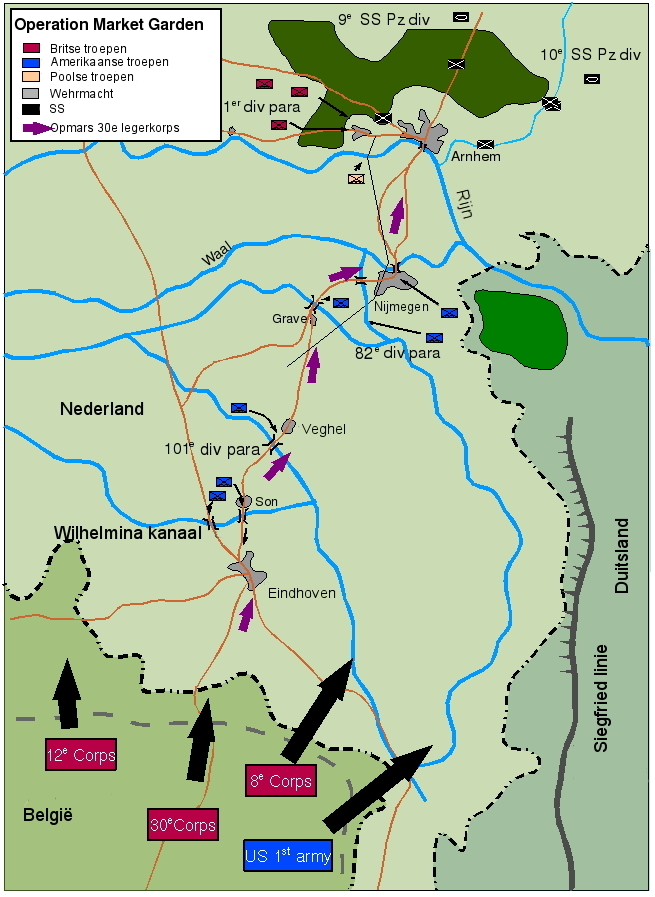
El plan de Market Garden

El río Waal en Nimega era una importante barrera natural, que no fue superada hasta 1879 por el Puente del Ferrocarril, y en 1936 por el Puente de la Carretera, comúnmente conocido como el Puente Waal. En su momento, el puente Waal fue una notable obra de ingeniería: era el puente de arco atirantado más largo de Europa. El 10 de mayo de 1940, durante la Invasión alemana de los Países Bajos, el puente Waal fue derribado por la Ingenieros militares holandeses para impedir el rápido avance de la Wehrmacht. En el curso de la ocupación alemana, el puente fue reparado, y reabierto en 1943.
El 22 de febrero de 1944 tuvo lugar el Bombardeo de Nimega aliado. Su objetivo de oportunidad era la zona de la estación de tren, que los alemanes utilizaban para el transporte de armas, pero debido a que el ataque fue ejecutado de forma descuidada, la mayoría de las bombas cayeron sobre edificios residenciales del centro de la ciudad, matando a unos 800 civiles. Después del hecho, los nazis aprovecharon el incidente y centraron su propaganda en él, intentando influir en la opinión popular contra los Aliados. Sin embargo, sus esfuerzos fracasaron, e incluso pueden haber sido contraproducentes. En la víspera de Market Garden, la mayoría de los nijmegenses esperaban con pasión la liberación aliada, a pesar del bombardeo.
Esa liberación pareció llegar pronto cuando a finales de agosto el Grupo de Ejércitos B se derrumbó en Normandía y realizó una apresurada y caótica retirada hacia Alemania, dejando a los aliados la captura del norte de Francia y Bélgica en cuestión de días. Se difundieron informes de que los británicos habían conquistado Bruselas y Amberes el 3 y el 4 de septiembre, y supuestamente -pero incorrectamente- también Breda. Esto dio lugar a un ambiente de euforia en toda Holanda al día siguiente, más tarde conocido como martes loco, cuando un rumor exagerado tras otro alimentó la esperanza de que la liberación se produciría en cuestión de horas. Sin embargo, las fuerzas alemanas consiguieron reagruparse y no serían expulsadas de los Países Bajos sin luchar. El general británico Montgomery diseñó entonces el ambicioso plan Market Garden, para sorprender a los alemanes mediante el despliegue de fuerzas aerotransportadas. Estas se apoderarían rápidamente de varios puentes cruciales a través de los principales ríos, tras lo cual los blindados pesados podrían avanzar directamente a través de los Países Bajos, a lo largo de Eindhoven, Nimega y Arnhem, y llegar al  Ruhr, donde se encontraba una parte vital de la industria bélica alemana. A los desembarcos aerotransportados se les dio el nombre en clave "Mercado", y a la operación de la fuerza terrestre el nombre en clave "Jardín". El desembarco aéreo capturaría los puentes, y las fuerzas terrestres serían la invasión principal. El lanzamiento aéreo aseguraría los puentes que eran vulnerables a ser volados por los alemanes y protegería la ruta de invasión. La operación podría haber sido suficiente para terminar la guerra antes del final de 1944.

## Preparativos

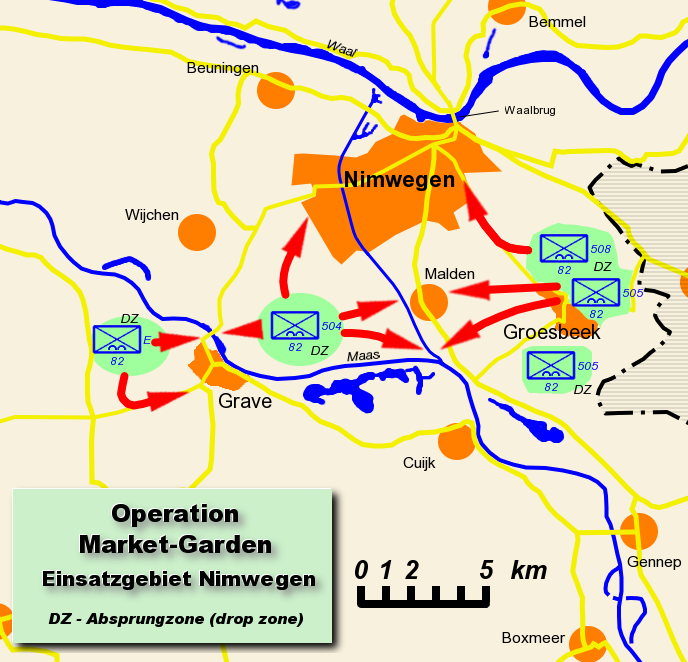
Lugares cerca de Nijmegen

El éxito de Market Garden dependía de que las fuerzas aerotransportadas estadounidenses, británicas, polacas y canadienses capturaran a tiempo e intactas una serie de puentes en el sureste de los Países Bajos. Estas debían despejar el camino, la autopista 69 o más tarde apodada "Carretera del Infierno"- desde Bélgica hasta la orilla norte del Bajo Rin para el avance del fuertemente armado XXX Cuerpo de Ejército del Reino Unido, apoyado por la Guards Armoured Division, compuesto por docenas de tanques Sherman y artillería. Si esta potencia de fuego pudiera ser trasladada a través de todos los principales ríos holandeses a tiempo, Alemania podría ser derrotada y la guerra terminaría antes de 1945.
La 82.ª División Aerotransportada -compuesta por los regimientos de Infantería 504, 505 y  508 de los Estados Unidos- comandados por el General de Brigada James Gavin, tenían la tarea de tomar todos los puentes entre Grave y Arnhem. Los puentes en cuestión eran el Puente de Grave, cuatro puentes que atravesaban el Canal Maas-Waal, el Puente del Ferrocarril y, el más importante de todos, el Puente Waal cerca de Nimega. El cuerpo principal de la 82.ª y el 504.º PIR desembarcarían al norte y al sur de Grave para capturar los 5 primeros puentes, mientras que el 505.º y el 508.º PIR saltarían a Groesbeek para asegurar las vitales alturas de Groesbeek para bloquear cualquier contraataque alemán desde el Klever Reichswald, para avanzar hacia Nimega y, por último, ocupar el puente Waal.

## Curso de la batalla

### Los puentes Grave, del Canal y de la Carretera (Waal)

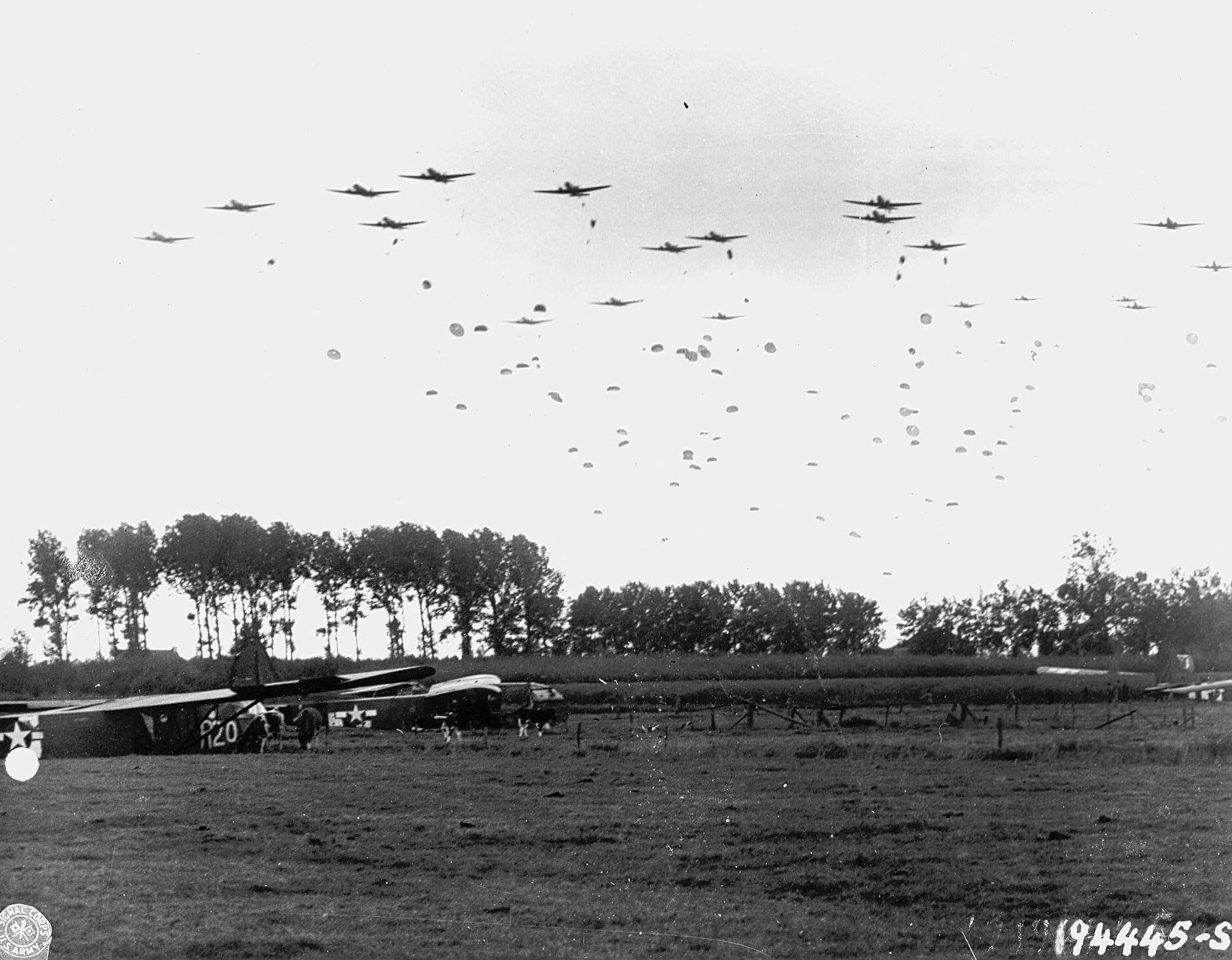
La 82.ª División cae cerca de Grave

El 17 de septiembre a las 12:30, las Compañías D, E y F del 504º PIR (colocadas bajo la 82.ª División para la operación) se dejaron caer cerca del puente de Grave, que fue tomado y defendido con éxito contra los contraataques alemanes después de un tiroteo de dos a tres horas. El 1º Batallón del 504º, dirigido por el Mayor Harrison, tuvo que tomar los cuatro puentes del Canal, designados como no. 7, 8, 9 y 10. El puente 8 fue destruido por los alemanes a las 16:15; el puente 9 cerca de Hatert fue volado también a las 20:15; pero a las 19:00, el puente 7 cerca de Heumen fue capturado por los estadounidenses. Hacia las 02:30 del 18 de septiembre, las Compañías F, D y el Cuartel General ocuparon Grave sin oponer resistencia; esperaron hasta la llegada del XXX Cuerpo británico, que se produjo a las 08:30.
Alrededor de las 18:00 horas del 17 de septiembre, el 1er Batallón, 508º PIR (1/508º) abandonó sus trincheras a medio cavar en Groesbeek y avanzó hacia Nimega para tomar el Puente de la Carretera. Irónicamente, esta iniciativa en particular puede haber sido el resultado de una mala comunicación entre Gavin y el Coronel Roy E. Lindquist, comandante del 1/508º PIR, permitiendo un avance retrasado sobre el puente dando a las tropas alemanas tiempo suficiente para ocupar el puente. El propio sitio web de la 82.ª División afirma:
"Inmediatamente después del desembarco, Gavin ordenó al regimiento 508 del coronel Lindquist que se dirigiera al puente por el lado este de la ciudad, evitando la zona edificada. Pero debido a un malentendido, Lindquist pensó que debía avanzar sólo después de asegurar sus otros objetivos. Como resultado, se dirigió hacia Nimega a última hora de la tarde a través de la zona urbanizada que Gavin quería que evitara. El efecto sorpresa de su ataque se perdió. Las tropas alemanas (algunas del escuadrón de Gräbner) impidieron que los americanos tomaran el puente".

### Marcha sobre Nijmegen

#### 17 de septiembre: batalla de Keizer Karelplein
Alrededor de las 22:00, las compañías A y B del 1/508º avanzaron, mientras la C esperaba. La compañía A fue guiada por un miembro de la resistencia holandesa durante unos 8 km hasta un cruce en el extremo sur de Nijmegen, donde desapareció repentinamente y no se le volvió a ver. Tras una larga espera, los soldados estadounidenses decidieron seguir adelante. Varias manzanas antes de la Keizer Karelplein, un pelotón recibió el fuego de una ametralladora alemana, que, sin embargo, pronto fue eliminada. En la plaza se produjo un importante tiroteo: Los soldados alemanes dispararon a los paracaidistas desde el centro de la plaza y las casas que la rodeaban.
Tanto los alemanes como los estadounidenses recibieron refuerzos (estos últimos primero la Compañía B 1/508ª, más tarde otras compañías). Sin embargo, cuando la 406ª División de Infantería alemana atacó las zonas de desembarco cerca de Groesbeek en la mañana del 18 de septiembre, casi toda la 1/508ª fue retirada. Sólo la Compañía G 3/508ª se quedó en la ciudad para intentar capturar el puente de la carretera. Renunciaron a la Keizer Karelplein, e intentaron una ruta más oriental, limpiando sistemáticamente todos los puestos de guardia alemanes en marcha, y casi alcanzando el puente.

#### El puente Waal no fue demolido
.

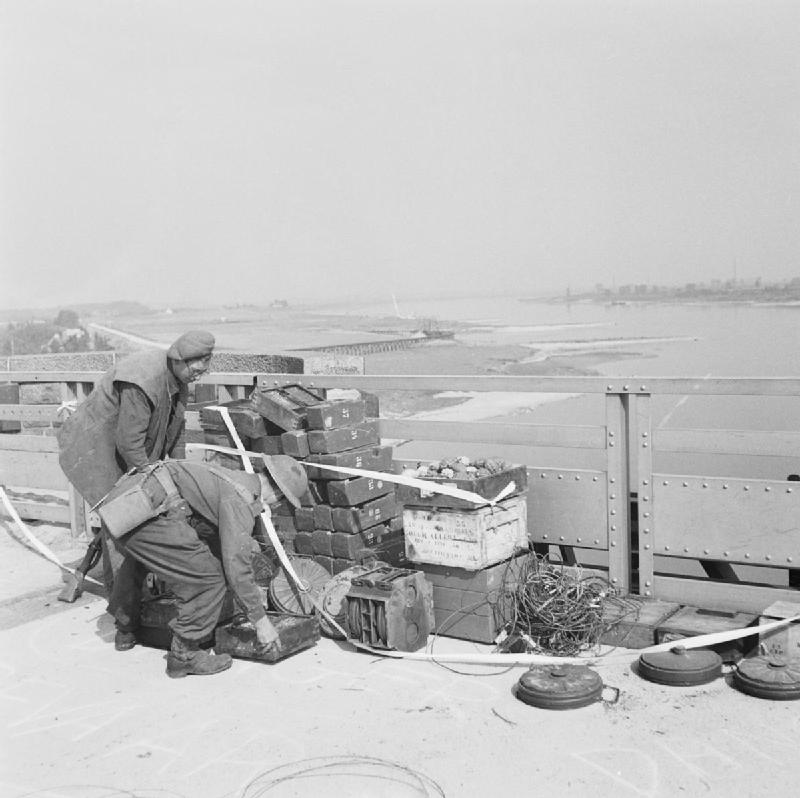
Soldados británicos desmontan explosivos alemanes en el puente Waal

El mayor temor de los aliados era que los alemanes volaran el puente de la carretera, lo que haría fracasar Market Garden. De hecho, los alemanes ya habían instalado explosivos en el puente, listos para ser detonados cuando se considerara necesario, pero esto nunca ocurrió durante toda la batalla. El Generalfeldmarschall Walter Model, comandante de las fuerzas alemanas en los Países Bajos, contaba con una derrota aliada en Arnhem. Esto significaba que el puente podría seguir siendo útil para una contraofensiva a gran escala, y por eso no fue destruido el 17 de septiembre. El 18 de septiembre, el miembro de la resistencia Jan van Hoof supuestamente saboteó los explosivos, pero esto sigue siendo incierto. Sin embargo, cuando fue arrestado y ejecutado por los alemanes al día siguiente, pronto fue heroizado como el "Salvador del Puente Waal". Una investigación oficial después de la guerra concluyó que los alemanes habrían tenido tiempo suficiente para cargar el puente con explosivos una vez más y demolerlo de todos modos; sin embargo, una vez más no lo hicieron por consideraciones estratégicas. Según otra hipótesis, los alemanes supuestamente no lograron volar el puente el 20 de septiembre, porque el sistema de ignición funcionó mal.

#### 18 de septiembre: Refuerzos alemanes
El 18 de septiembre Model envió refuerzos desde Arnhem para mantener el puente Waal fuera de las manos de los aliados. Debido a que elementos de la 1ª División Aerotransportada británica seguían controlando el puente de Arnhem en ese momento, el 1. Kompagnie SS-Panzer-Pionier-Abteilung comandado por el SS-Untersturmführer Werner Baumgärtel y el 2. Bataillon SS-Panzergrenadier-Regiment 19 bajo el liderazgo del SS-Hauptsturmführer Karl-Heinz Euling cruzaron el Rin en Pannerden como el "Kampfgruppe Euling" de 500 hombres, utilizaron el todavía intacto puente Waal y se atrincheraron en el Hunnerpark. Estos refuerzos permitieron a las SS reagruparse bajo el mando del Sturmbannführer Leo Reinhold, que estableció su cuartel general en la orilla norte del Waal. El Fallschirmjäger Oberst Henke preparó las defensas del Puente del Ferrocarril. Las dos rotondas y la circunvalación fueron reforzadas durante las siguientes 48 horas. Los estadounidenses tendrían que esperar la ayuda del XXX Cuerpo para tomar los puentes, aunque según la planificación, deberían haber sido capturados antes de la llegada de los británicos.

#### 19 de septiembre: batalla de Keizer Lodewijkplein

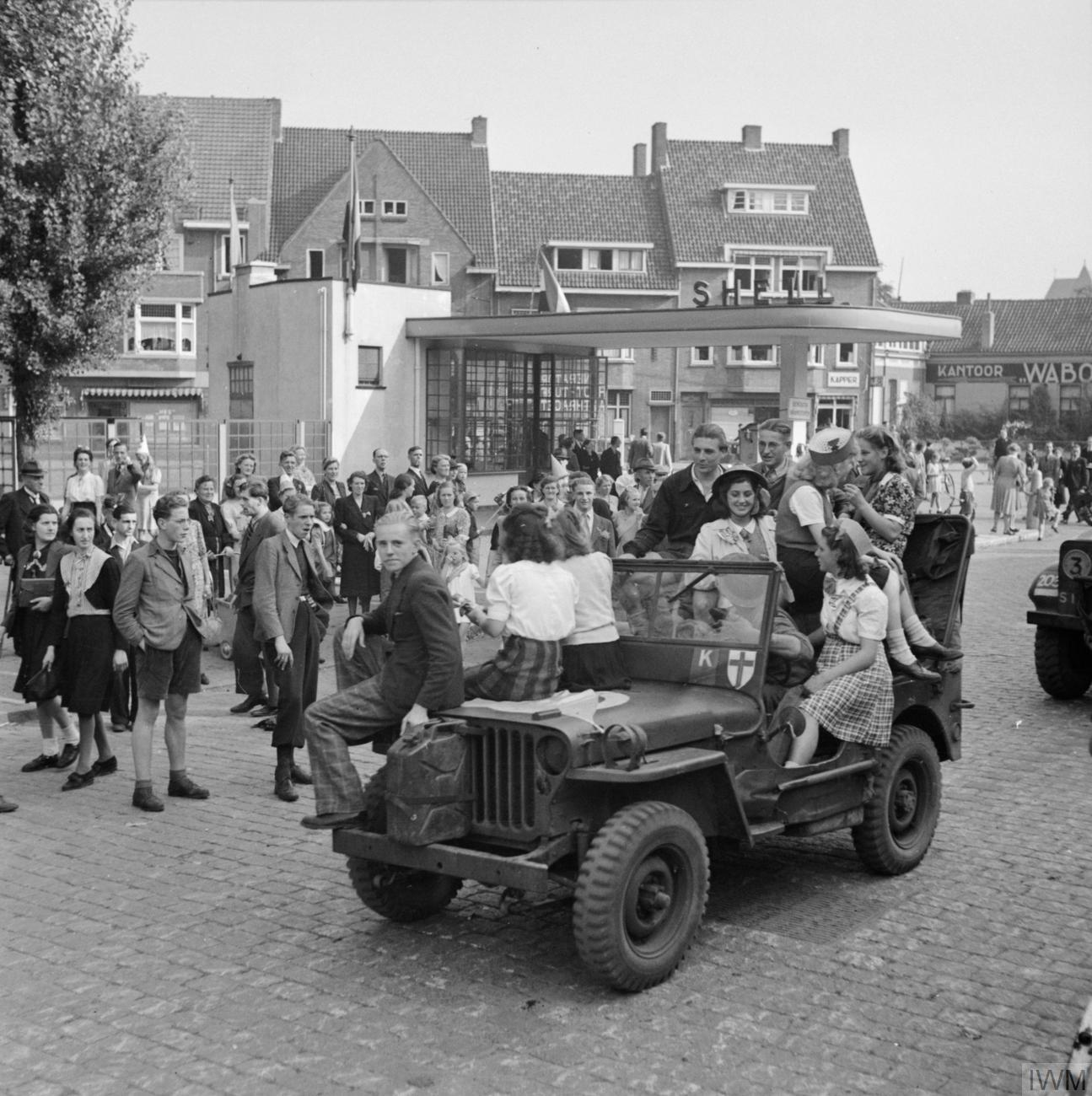
Civiles de Nijmegian viajan en un jeep durante el avance (20 de septiembre).

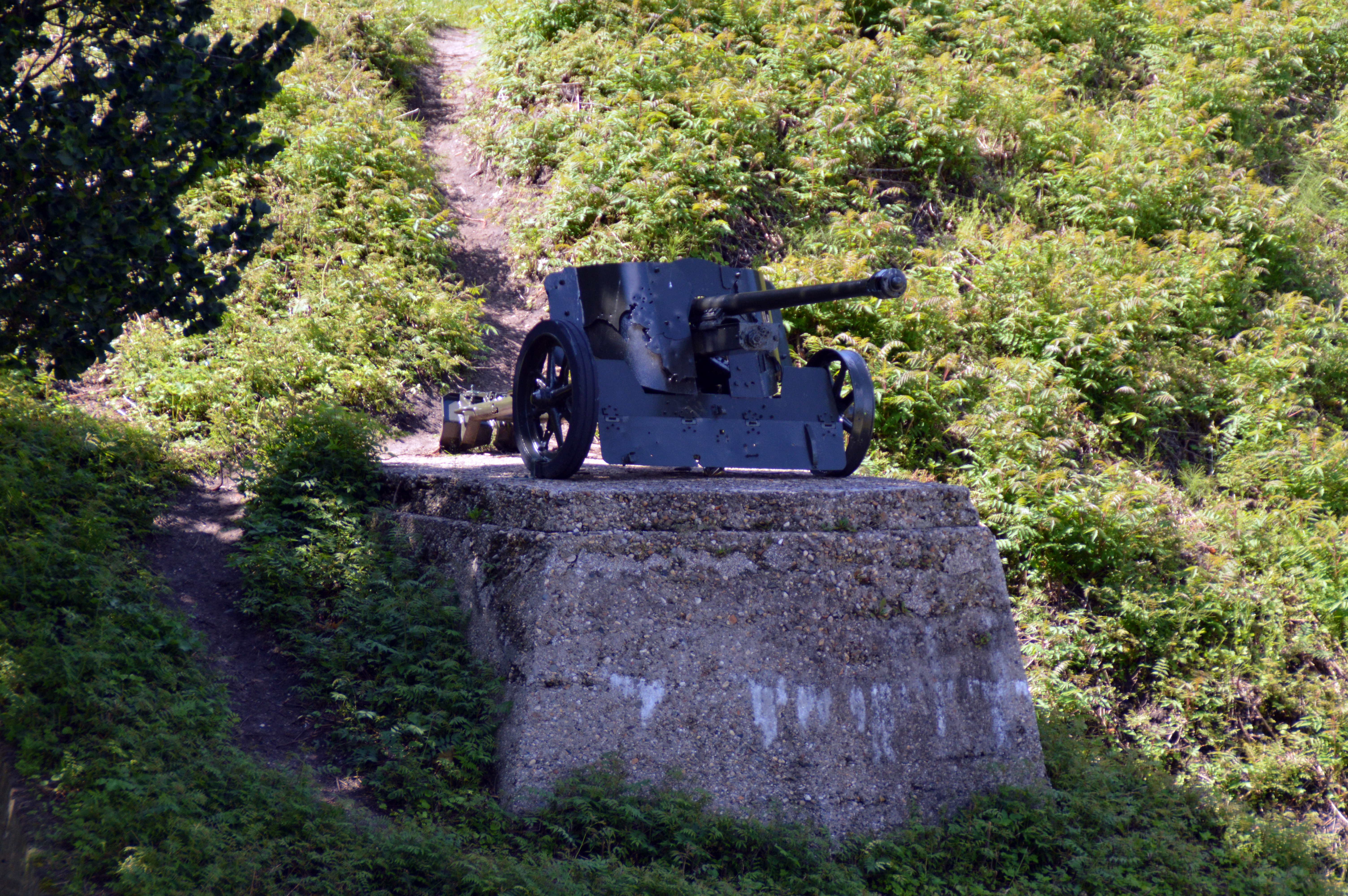
Este cañón antitanque alemán fue utilizado en la batalla de Hunnerpark.

Los comandantes británico y estadounidense Browning (I Cuerpo Aerotransportado británico), Gavin (82.ª División Aerotransportada), Horrocks (XXX Cuerpo) y Allan Adair (British Guards Armoured Division) celebraron una reunión en la mañana del 19 de septiembre en Molenhoek para determinar su estrategia. La fuerza binacional se dividió en dos grupos: el grupo occidental tomaría el Puente del Ferrocarril, y el grupo oriental el Puente de la Carretera. La llegada de los británicos dio a Gavin la sensación de seguridad necesaria para enviar algunas de sus tropas desde los altos de Groesbeek para unirse al asalto.
A las 16:00 horas, las fuerzas de combate angloamericanas se adentraron en la ciudad, lo que provocó un intenso tiroteo en el Keizer Lodewijkplein. Los tanques y blindados británicos intercambiaron fuego con los cañones antitanques y la infantería alemana atrincherada en la fortaleza Valkhof, mientras que los paracaidistas estadounidenses se fortificaron en edificios residenciales del lado sur de la plaza. Mientras tanto, la pesada artillería alemana bombardeaba a los atacantes desde Lent al otro lado del río Waal.
Pronto se hizo evidente que un simple asalto frontal a las posiciones alemanas podría llevar varios días más. Sin embargo, los aliados no disponían de tanto tiempo para relevar a las tropas británicas en Arnhem. Era necesario capturar el extremo norte de ambos puentes para aislar a las fuerzas alemanas en la orilla sur. Para lograrlo, la infantería tendría que cruzar el río bajo fuego. El 3er Batallón, 504º PIR cruzó el puente de Heumen en la noche del 19 de septiembre, y acampó en el Cementerio de Guerra de Jonkerbos a las 21:15. El general de brigada Gavin ordenó al capitán Julian Cook que buscara barcos para cruzar el Waal. Al principio, Cook no tenía ni idea de dónde conseguirlos. Finalmente, hubo que transportar botes de lona desde Bélgica, lo que retrasó el cruce del Waal en un día. Originalmente, serían 32 botes, pero en el camino se destruyó un camión que llevaba seis botes, por lo que sólo 26 llegaron a su destino.

#### 20 de septiembre: batalla del centro de Nijmegen
Para que el cruce del río fuera un éxito, era necesario un nuevo ataque en los lados sur del puente para desviar la atención y la potencia de fuego del enemigo. Primero había que barrer sistemáticamente el centro de Nimega, manzana por manzana. Esta operación comenzó en la mañana del 20 de septiembre a las 08:30, teniendo un éxito inesperado. La fuerza de ocupación fue rechazada con facilidad, siempre y cuando pudiera retrasar a los aliados. Gran parte del combate tuvo lugar en los tejados, donde los paracaidistas saltaron rápidamente de un tejado a otro. Solo en el Kronenburgerpark, donde las tropas de élite de las SS del Kampfgruppe Henke tenían un campo de tiro despejado, el avance fue lento. Mientras tanto, el «II. Cuerpo de Fallschirmjäger» del general Eugen Meindl cargó contra las formaciones estadounidenses en Groesbeek y Mook, pero no consiguió forzar una ruptura.

### 20 de septiembre 15:00: Cruce del Waal
.

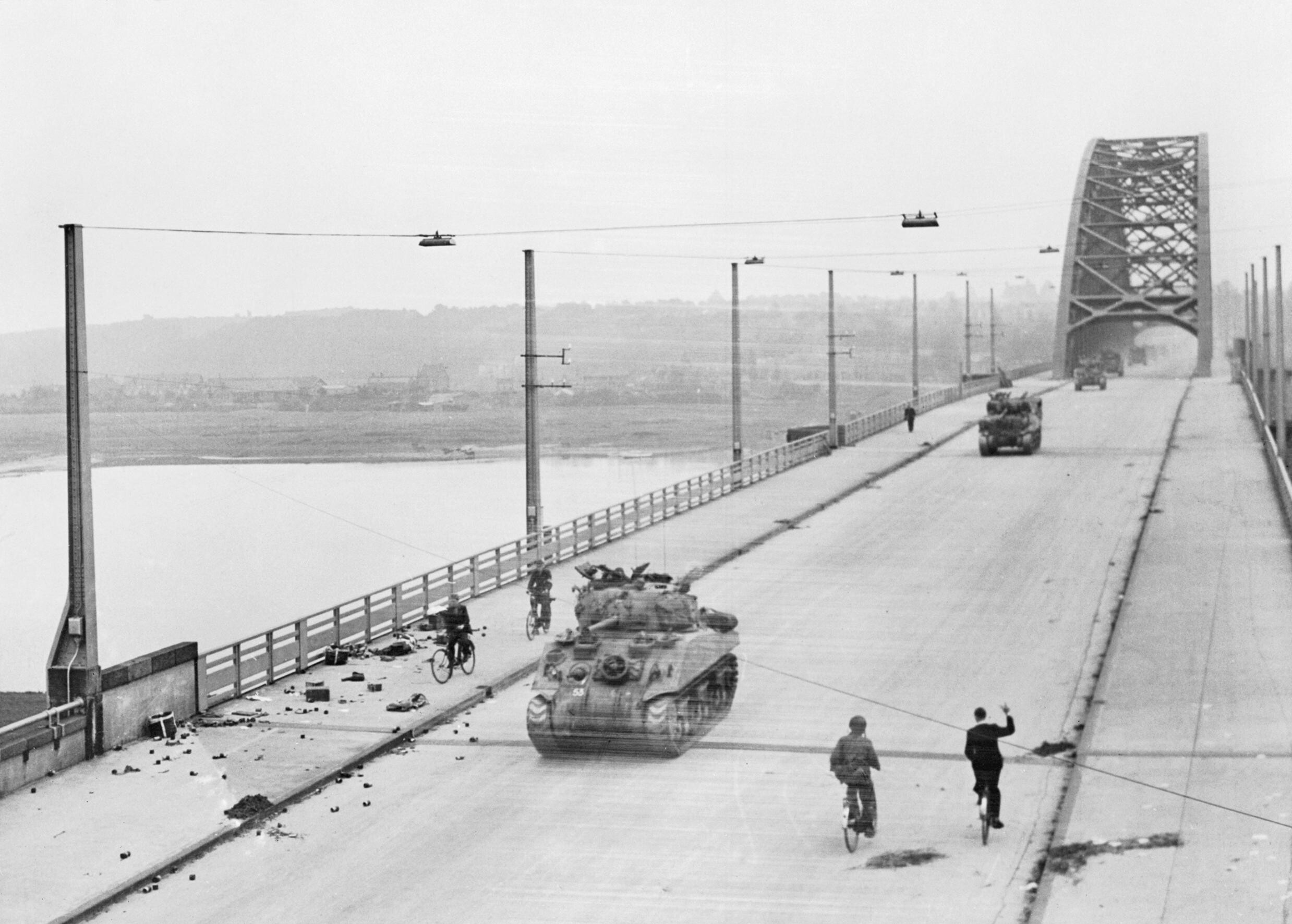
Cuando el XXX Cuerpo británico pudo finalmente cruzar el puente Waal, era demasiado tarde para relevar a Arnhem

El cruce previsto a las 8:00 tuvo que ser retrasado una y otra vez por problemas logísticos: el suministro de botes de lona por camión desde Bélgica era difícil, ya que la «Carretera del infierno» era estrecha, y estaba constantemente bloqueada por vehículos incendiados.
El cruce tuvo lugar finalmente a las 15:00, a unos dos kilómetros río abajo del puente Waal, cerca de la antigua central eléctrica de Gelderland. Dos Spitfires británicos debían proporcionar apoyo aéreo, pero la artillería antiaérea derribó uno, tras lo cual el otro regresó a Inglaterra. Los hombres del 3/504º fueron disparados por tanques, artillería y armas ligeras alemanas, sufriendo grandes pérdidas (48 paracaidistas murieron con varias docenas más fueron heridos). Algunas embarcaciones volcaron o se hundieron durante la travesía.
A pesar de las pérdidas, al menos 16 barcos sobrevivieron a la travesía inicial. Se tendió una línea telefónica de campo en el lecho del río para la comunicación a través del mismo.
En varias oleadas, la mayor parte de la fuerza de asalto del 3/504º logró cruzar el río.
A última hora de la tarde, el 3/504º había tomado el extremo norte del puente del ferrocarril, y comenzó los preparativos para un contraataque alemán. Sin embargo, al anochecer, entre 200 y 300 soldados alemanes se acercaron a los estadounidenses para rendirse. Alrededor de la misma hora, el extremo norte del puente Waal fue tomado por otro grupo tras intensos combates. El 1er Batallón relevó entonces al 3er para vigilar el puente ferroviario.
El tiempo se agotaba para los tanques y la artillería británica en la orilla sur del Waal, ya que sus municiones se estaban agotando. Esto y los retrasos imprevistos en la logística de suministros suponían un problema a largo plazo, debido a las municiones que necesitaba el XXX Cuerpo para completar su avance hacia el Rin.
En la batalla por el puente Waal en el Hunnerpark y en la Keizer Lodewijkplein, más de 300 de los 500 soldados del Kampfgruppe Euling perdieron la vida, 60 fueron hechos prisioneros y el resto pudo escapar.

## Consecuencias

El tanque Sherman británico pasa a un Panzer III alemán noqueado en Oosterhout (27 de septiembre).

Alrededor de la misma época en que se capturaron los puentes de Nimega, los paracaidistas británicos al mando de John Frost tuvieron que rendir el puente de Arnhem a los alemanes. Un rápido avance desde Nijmegen a Arnhem para retomar el puente, fue bloqueado por una combinación de factores, incluyendo la puesta de sol, el desconocimiento del terreno por delante, el Betuwe, los refuerzos alemanes cerca de Ressen procedentes de Arnhem (3 tanques Tiger y 2 compañías de infantería), los continuos tiroteos y el caos en Nijmegen, y los continuos problemas logísticos en la "Carretera del Infierno", debido a acontecimientos como los contraataques alemanes cerca de Veghel. La marcha del XXX Cuerpo se retrasó otras 18 horas tras la conquista del puente Waal, pero finalmente estaba tan agotado tras 5 días de combate, que no se pudo reanudar la ofensiva. El 21 de septiembre, una batalla cerca de Elst obstruyó el avance del XXX Cuerpo y de la División Blindada de la Guardia en el camino hacia Arnhem. La 43.ª División de Infantería (Wessex) desempeñó un papel importante el 22 de septiembre al crear un corredor lateral hacia Oosterbeek (donde los paracaidistas británicos al mando de Roy Urquhart se habían fortificado contra un enemigo alemán superior que les superaba ampliamente en número) a través de Driel (recién liberada por la 1.ª Brigada Independiente de Paracaidistas polacos al mando de Stanisław Sosabowski). Todavía se intentó convertir la batalla de Arnhem en un éxito aliado ahora que las fuerzas estaban unidas, pero se frustró el 23 de septiembre. El 24 de septiembre, los generales del XXX Cuerpo decidieron en la Conferencia de Valburg abandonar Market Garden, retirar las tropas de Arnhem y dejar que la línea del frente retrocediera hasta Nimega. Las tropas británicas restantes intentaron escapar hacia el sur o esconderse en el territorio ocupado. Durante la Operación Berlín (25-26 de septiembre), más de 2400 de ellos pudieron ser evacuados con ayuda canadiense. Operación Pegasus (22-23 de octubre) consiguió salvar a otros 100.

### Ciudad del frente de Nijmegen
.

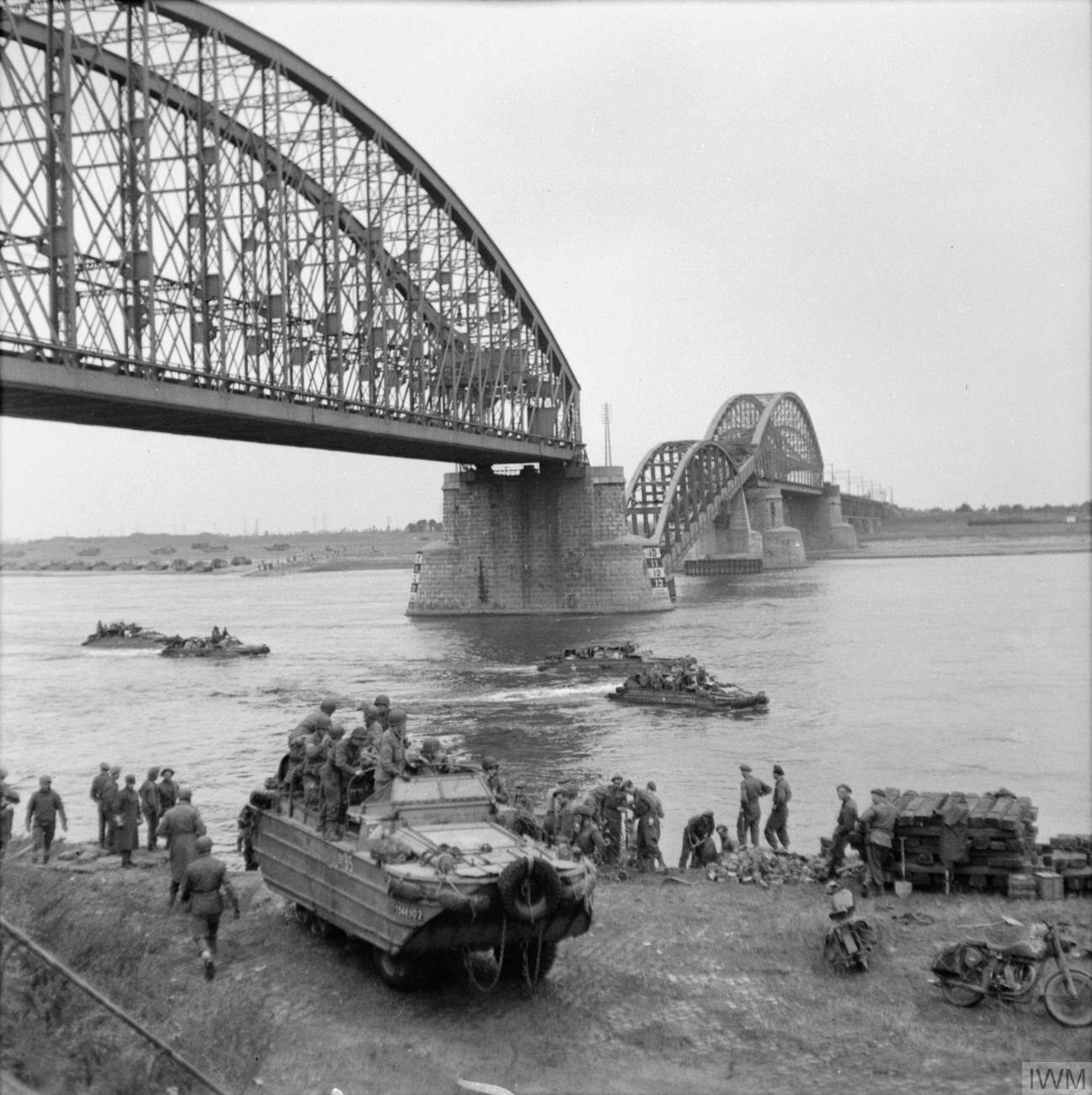
El puente del ferrocarril saboteado por Kampfschwimmer (30 de septiembre)

Tras la retirada de los aliados de Arnhem y el Betuwe, la línea del frente volvió a estar en Nimega, que sería bombardeada regularmente durante los siguientes cinco meses. Los historiadores se preguntan por qué Nimega no fue evacuada justo después de la liberación -al igual que Arnhem lo sería por los alemanes el 23 de septiembre-, lo que podría haber evitado cientos de víctimas civiles adicionales. Las fuerzas alemanas intentaron especialmente destruir el puente Waal en varias ocasiones de numerosas maneras, pero fracasaron cada vez. El mejor intento tuvo lugar el 29 de septiembre, justo antes de las 17:30. Un grupo de Kampfschwimmer alemanes ("nadadores de combate") consiguió colocar minas flotantes en ambos puentes, logrando destruir la sección central del puente del ferrocarril y haciendo un agujero en la cubierta del puente de la carretera. Sin embargo, este último pudo salvarse con un puente Bailey británico. Los alemanes contraatacaron el saliente de Nimega del 30 de septiembre al 8 de octubre, pero fueron rechazados con grandes pérdidas.

### Revolución política
El 17 de septiembre el NSB Burgomaestre Marius van Lokhorst y el burgomaestre local del NSB, más moderado, Harmanus Hondius, fueron destituidos por los aliados. Hondius huyó a Arnhem, mientras que Van Lokhorst ya había huido a Groningen en torno al Martes Loco. Petrus van der Velden fue instalado como nuevo burgomaestre el 19 de septiembre. Esto suscitó muchas críticas por parte de los nijmegeneros, ya que durante su anterior mandato como burgomaestre (del 1 de mayo de 1942 al 24 de febrero de 1943) había acatado más las órdenes de los ocupantes alemanes que su predecesor. El 16 de octubre de 1944 le sucedió Charles Hustinx, que seguiría siendo burgomaestre de Nimega hasta el 1 de enero de 1968.
El Tribunal Supremo de los Países Bajos, que los alemanes trasladaron temporalmente de La Haya a Nimega en 1943, fue parcialmente depurado tras la liberación. El ministro de Justicia Gerrit Jan van Heuven Goedhart, que aún residía en Londres, ordenó la destitución de todos los jueces pronazis nombrados por los alemanes, pero también la suspensión temporal de todos los demás jueces del Tribunal Supremo, incluidos los que ya habían sido nombrados antes de la guerra, lo que era inconstitucional. Además, aunque Nimega ya se encontraba en territorio liberado, la mayoría de los jueces que fueron despedidos por el Zuivering-Decreet seguían en zonas ocupadas, lo que provocó una situación jurídica compleja.

### Historiografía y memoria

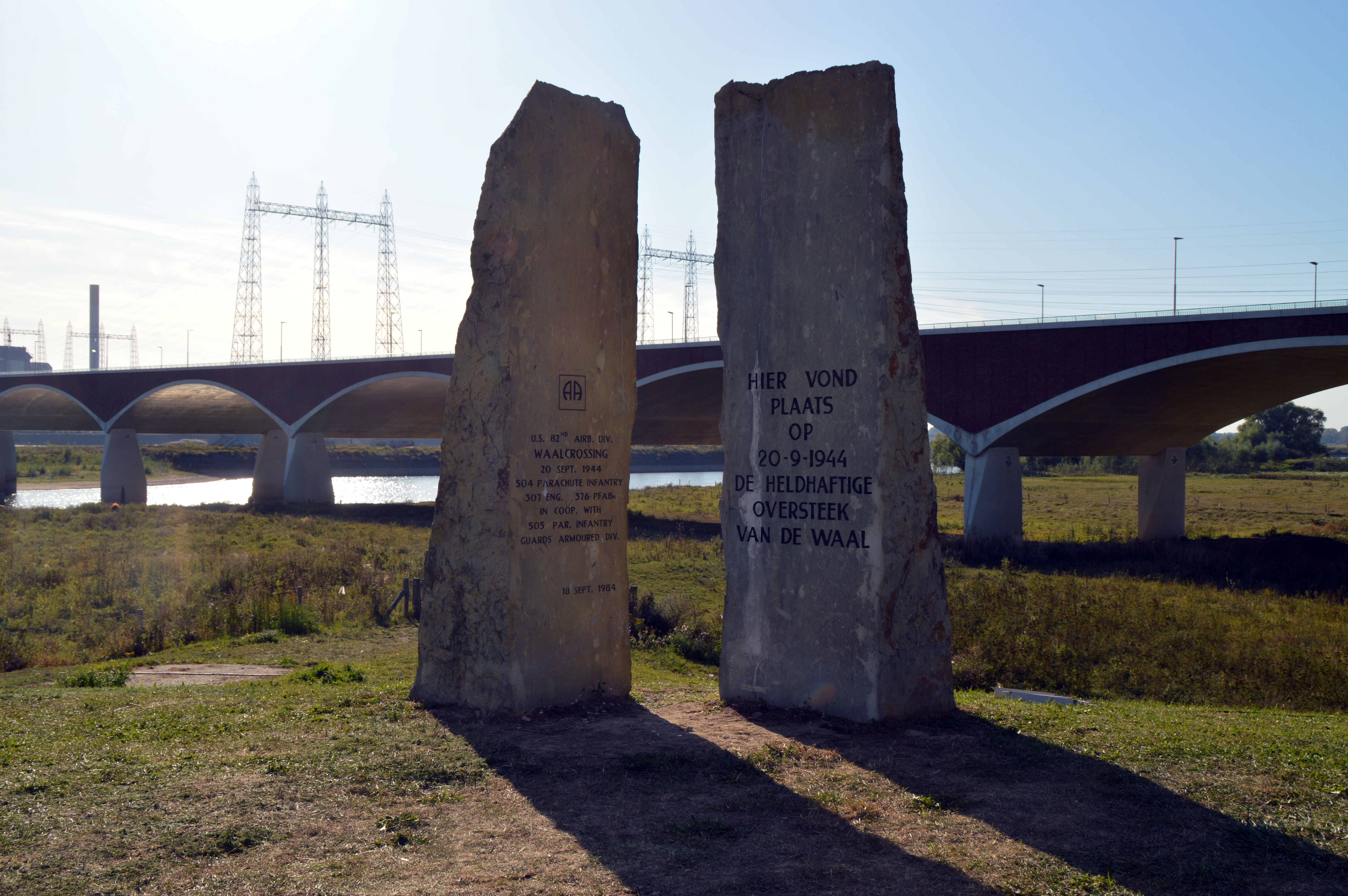
Monumento Waalcrossing

Durante la batalla de Nimega, sólo había dos reporteros con la 82.ª División Aerotransportada en el hotel Sionshof, y ambos estaban ocupados cubriendo las acciones en los altos de Groesbeek. Por lo tanto, la prensa británica y estadounidense contemporánea no prestó mucha atención a lo que estaba ocurriendo en Nimega, que tuvo que ser reconstruido a partir de otras fuentes más tarde.
El historiador Joost Rosendaal descubrió que el bombardeo de Nimega del 22 de febrero de 1944 ha quedado registrado en la memoria colectiva de forma mucho más clara que la liberación y los cinco meses como ciudad del frente, aunque estos causaron aproximadamente el mismo número de víctimas. La ciudad sufrió alrededor del 7% (más de dos mil) de todas las muertes de guerra en los Países Bajos, lo cual es muy desproporcionado. Además, muchos de los caídos no fueron conmemorados oficialmente durante muchos años, porque eran bajas civiles "inútiles"; las conmemoraciones nacionalistas preferían prestar atención a los "sacrificios heroicos", como los soldados y miembros de la resistencia que "murieron por la patria".
En el transcurso de la guerra, 10 000 nijmegenses resultaron heridos, 5500 de los cuales quedaron permanentemente discapacitados. 5000 casas (casi una cuarta parte) fueron destruidas y otras 13 000 resultaron más o menos dañadas. Con 12 000 personas sin hogar y otras 3000 evacuadas de los alrededores, se produjo una crisis de vivienda extrema en la posguerra.